# Der Geschmack von Schnee
Der Geschmack von Schnee (Originaltitel: Snow Cake) ist ein Film des britischen Regisseurs Marc Evans aus dem Jahr 2005. Das Drama basiert auf einem Original-Drehbuch von Angela Pell und wurde von den Filmstudios Revolution Films und Rhombus Media produziert. Der Film eröffnete am 9. Februar 2006 die Berlinale. In die deutschen Kinos kam er am 2. November 2006.

## Handlung
Der in Ontario lebende Engländer Alex Hughes ist mit dem Auto in den Norden Kanadas unterwegs. In einer Raststätte setzt sich eine junge Frau an seinen Tisch, die sich ihm ziemlich penetrant aufdrängt und ihn um eine Mitfahrgelegenheit bittet. Vivienne, die ihre Großeltern besucht hat, ist auf dem Rückweg zu ihrer Mutter Linda. Schließlich gibt Alex nach, und Vivienne gelingt es während der Fahrt, den zugeknöpften und eisig abweisenden Alex ein wenig aufzutauen. Als die beiden gemeinsam Musik hören und miteinander lachen, rammt ein Lkw das Auto, das sich überschlägt. Vivienne ist sofort tot, während Alex unverletzt bleibt, aber wie in Trance, offenbar schwer traumatisiert, reagiert. Auf der Polizeistation besteht er darauf, selbst die Nachricht von Viviennes Tod der Mutter zu überbringen. 
Linda, die alleine in einem Haus in einer kleinen Siedlung wohnt, nimmt die Nachricht zu Alex’ Befremden irritierend gefasst auf. Nach und nach wird ihm klar, dass Linda „anders“ ist. Von ihrer Nachbarin Maggie erfährt er, dass sie Autistin ist. Linda bittet Alex spontan, bei ihr einzuziehen, denn sie brauche jemanden, der Viviennes Aufgaben in ihrem Leben verrichten kann, in diesem Fall in drei Tagen die Müllsäcke herauszubringen, die sie auf keinen Fall anrühren wird. Alex verspricht, bis zu diesem Datum bei ihr zu bleiben. Er begleitet sie zur Leichenschau, organisiert die Beerdigung und lernt in dieser Zeit das von Zwängen bestimmte Leben der autistischen Frau kennen, aber auch ihre Freude an der Bewegung, an der Musik und ihre Lust am Schnee. Bewohner der Stadt und Nachbarn beobachten erstaunt oder befremdet die Situation, zumal Linda Hilfsangebote ihrer Nachbarn brüsk und unmissverständlich abweist. Als Alex eines Tages den LKW-Fahrer, der sich bei Viviennes Mutter mit einem Blumenstrauss entschuldigen will, vor Lindas Haus vorfindet, verliert er die Fassung und geht in einem Wutanfall auf den Mann los, bricht aber im letzten Moment ab und flüchtet.
Alex kommt mit Lindas Nachbarin Maggie, an der auch der Polizist Clyde interessiert ist, ins Gespräch. Clyde sieht in Alex einen Nebenbuhler und holt Informationen über den Fremden ein. Maggie lädt Alex zum Essen ein, macht ihm ziemlich offen ein sexuelles Angebot. Alex hält sie für eine Prostituierte und verbringt die Nacht mit ihr. Als er sie am nächsten Morgen bezahlen will, lacht sie ihn aus und erklärt ihm, dass er ihr gefällt und dass sie einfach Spaß an sexuellen Abenteuern hat. Clyde hat herausgefunden, dass Alex wegen Totschlags im Gefängnis war und erst seit ein paar Tagen wieder frei ist. Er setzt Maggie darüber in Kenntnis. Maggie ist zwar überrascht, hält jedoch weiter den Kontakt zu Alex, der immer mehr Gefallen an ihr findet. Auch sie möchte mehr über ihn erfahren, konfrontiert ihn jedoch nicht mit der dunklen Vergangenheit.
Der Tag der Beerdigung ist gekommen, die Nachbarn versammeln sich in der Kirche, die mit allerlei blinkendem Glitter dekoriert ist, den Linda so sehr liebt. Auch der LKW-Fahrer ist gekommen. Alex geht ihm entgegen, und die beiden reichen sich die Hand. Nach der Beerdigung kommen die Nachbarn in Lindas Haus zusammen, was Linda in Stress versetzt. Sie tanzt und singt, worauf wiederum die Nachbarn mit Empörung und ohne Verständnis reagieren.
Nach der Beerdigung möchte Alex seine Reise fortsetzen. Er verabschiedet sich von Linda und sagt ihr, sie finde in ihrem Gefrierfach ein Geschenk von ihm vor. Er verabschiedet sich auch von Maggie. Dabei vertraut er sich ihr an und spricht über seinen Sohn, der einer kurzen Affäre entsprang und den er nie gesehen hat. Nach vielen Jahren erst hatte er von der Existenz des Sohnes erfahren, und sie verabredeten ein Treffen, doch sein Sohn kam dort nie an. Er war nämlich auf dem Weg zu Alex, seinem Vater, bei einem Verkehrsunfall zu Tode gekommen. Daraufhin fand Alex die Adresse des schuldigen Fahrers heraus, suchte ihn auf und verprügelte ihn derart, dass der Mann zu Boden stürzte und tödlich verletzt wurde. 
Maggie gesteht nun Alex, dies bereits zu wissen, sie hätte es ihm jedoch nicht gesagt, weil sie wollte, dass er selbst es ihr erzählte. Alex überlegt laut, ob er hier ein Haus kaufen und in ihrer Nähe bleiben soll, merkt aber an ihrer Reaktion, dass Maggie damit zufrieden war, eine leichte und kurze Affäre mit ihm zu haben. Also bricht er zum ursprünglichen Ziel seiner Reise auf, zur Mutter seines Sohnes. Und da das Müllauto sich verspätet, kann er sein Versprechen, die Müllsäcke zu entsorgen, zu Lindas Unmut nicht einlösen. Doch diese Aufgabe übernimmt nun, ungebeten und wortlos, Maggie, die Nachbarin, die wohl in Zukunft eine Auge auf Linda halten wird. 
Linda öffnet das Gefrierfach und findet dort das Geschenk vor, das Alex ihr angekündigt hat, einen Snow Cake, eine perfekte Torte aus Schnee.

## Synchronisation
Die deutsche Synchronisation entstand nach einem Dialogbuch von Michael Schlimgen unter der Dialogregie von Susanna Bonasewicz im Auftrag der Neue Tonfilm München.
| Darsteller/in       | Rolle         | Synchronsprecher/in |
| ------------------- | ------------- | ------------------- |
| Alan Rickman        | Alex          | Michael Telloke     |
| Sigourney Weaver    | Linda         | Karin Buchholz      |
| Carrie-Anne Moss    | Maggie        | Martina Treger      |
| Emily Hampshire     | Vivienne      | Julia Kaufmann      |
| James Allodi        | Clyde         | Bernd Vollbrecht    |
| Selina Cadell       | Diane Wooton  | Heidi Weigelt       |
| David Fox           | Dirk Freeman  | Michael Narloch     |
| Jayne Eastwood      | Ellen Freeman | Christel Merian     |
| Julie Stewart       | Florence      | Christin Marquitan  |
| Dov Tiefenbach      | Optiker Jack  | Julien Haggége      |
| Callum Keith Rennie | John Neil     | Erich Räuker        |

## Kritiken
Die Pressereaktionen auf den Film, vor allem in der englischsprachigen Presse, fielen gemischt aus. Bei Rotten Tomatoes erreichte der Film eine Quote von 64 % positiver Wertungen bei den Kritikern. Tobias Kniebe von der Süddeutschen Zeitung nannte den Eröffnungsfilm der Berlinale einen „überzuckerten Schneekuchen“. Snow Cake zeige einen „Liebenswerten-Marotten-Autismus“, eine Krankheit, die wohl speziell für Berlinale-Eröffnungsfilme erfunden worden sei.
Julian Hanich, der Filmkritiker des Tagesspiegels, lobt die schauspielerische Leistung von Alan Rickman. Anders das Urteil über Sigourney Weaver. Sie wirke als „redselige Autistin“, stets mit halboffenem Mund und fuchtelnden Armen, wie ein Wesen nicht von dieser Welt. Ihr Anblick bereite das zweifelhafte Vergnügen dessen, was Psychologen als „stellvertretende Scham“ bezeichnen. „So stehen sich nun zwei Schauspieler gegenüber, deren Leistungen unterschiedlicher nicht sein könnten.“
Daniel Haas bezeichnet dagegen den Film in spiegel.de als „erstklassige Seelenspeise – und ein herzerwärmendes Plädoyer für die Tragikomik“ und lobt Weavers Leistung: „Selten sah man eine Darstellerin so differenziert mit der Rolle des Behinderten umgehen. Der Part des psychisch oder geistig Kranken kann einen Star schnell zum schauspielerischen Muskelspiel verführen. Seht wie präsent ich bin, das Andere, Fremde zu verkörpern. Weaver hingegen akzentuiert die komische Seite der Figur, macht sie zu jener einzigartigen Frau, deren Krankheit nicht nur Beschränkung, sondern auch Gabe ist.“
Das Lexikon des internationalen Films bezeichnet den Film als „[l]eises, berührendes Drama, das sich an Verdrängungen und seelischen Wunden abarbeitet, wobei manche Wendung des weitgehend über Bilder und Stimmungen erzählten Plots allzu abrupt und konstruiert wirkt.“
Axel Brauns, der selbst ein Buch über seine autistische Kindheit geschrieben hat, sagt zu dem Film: „Es ist ein gutes Drehbuch, es ist authentisch. Von einem Autisten stammt es wohl nicht, da die Geschichte von außen erzählt wird, nicht von innen. Doch die Autorin Angela Pell weiß über Autismus viel mehr, als man sich durch Recherche aneignen könnte. Später erfahre ich, dass Angela Pell einen autistischen Sohn hat. […] Diese Geschichte ist erlebt und erlitten. Sie bezaubert vor allem in den unspektakulären Details“.
Die Filmbewertungsstelle Wiesbaden gab dem Film das Prädikat „Besonders Wertvoll“. In der Begründung im FBW-Gutachten heißt es u. a.: „Der Film besticht durch ein sensationelles Schauspieler-Ensemble, und er erzählt eine glaubwürdige Geschichte, bei der man als Zuschauer für das kleinste Mienenspiel, für Blicke und Gesten und Körperhaltungen aufmerksam wird. Klein und ganz alltäglich, aber dabei groß und tief menschlich, korrespondiert dieser Seelenfilm mit der prächtigen Naturkulisse. Die Bilder von Gesichtern und Landschaft sind eindrucksvoll, der Soundtrack gefühlvoll. Dies ist ein Film, den Kinobesucher angenehm nachdenklich, aber nicht resigniert und gut unterhalten verlassen werden.“

## Auszeichnungen
- 2007 gewann Carrie-Anne Moss als Beste Nebendarstellerin bei den Genie Awards. Des Weiteren gab es drei Nominierungen.